# Shūhei Yamada
Shūhei Yamada (japanisch 山田 修平 Yamada Shūhei; * 22. April 1993 in der Präfektur Osaka) ist ein ehemaliger japanischer Fußballspieler.

## Karriere
Yamada erlernte das Fußballspielen in der Schulmannschaft der Yamanashi Gakuin University High School und der Universitätsmannschaft der Aoyama-Gakuin-Universität. Von August 2012 bis Saisonende wurde er an den Zweitligisten Matsumoto Yamaga verliehen. Seinen ersten Profivertrag unterschrieb er 2016 bei Fujieda MYFC. Der Verein aus Fujieda spielte in der dritten japanischen Liga, der J3 League. Für den Verein absolvierte er vier Ligaspiele. 2017 wechselte er zu Albirex Niigata (Singapur). Der Verein ist ein Ableger des japanischen Zweitligisten Albirex Niigata, der in der ersten singapurischen Liga, der Singapore Premier League, spielt. Für Albirex absolvierte er ein Spiel in der ersten Liga. 2018 wechselte er wieder nach Japan zum Regionalligisten Briobecca Urayasu nach Urayasu.
Am 1. Februar 2020 beendete Yamada seine Karriere als Fußballspieler.